# Milan Nikolić (muzikant)
Milan Nikolić (Servisch: Милан Николић; Jagodina, 2 juli 1979), ook bekend als Milaan, is een Servische accordeonist. Hij werd vooral bekend door zijn deelname aan het Eurovisiesongfestival 2009.

## Biografie
Nikolić is geboren in Joegoslavië, maar groeide op in Parijs. Daarna kwam hij weer terug naar Servië, waar hij accordeon studeerde aan de muziekschool van Pančevo. Vervolgens verhuisde hij weer naar Parijs om daar les te volgen aan het Conservatorium, waaraan hij afstudeerde in 2004.

### Eurovisiesongfestival 2009
In 2009 deed Milan Nikolić samen met de Servische zanger en muziekproducent Marko Kon mee aan Beovizija 2009, de Servische voorronde voor het Eurovisiesongfestival. Zij brachten daar het liedje Cipela, wat schoen betekent in het Nederlands. Kon en Nikolić wonnen met succes Beovizija en mochten zo Servië vertegenwoordigen op het Eurovisiesongfestival 2009 in Moskou, Rusland.
Het duo trad aan in de halve finale van 14 mei 2009, maar ging echter niet door naar de finale. Ze bleken in de televoting op de tiende plaats te zijn geëindigd, terwijl de beste negen automatisch doorgingen. Over de tiende plaats besliste een jury, die de voorkeur gaf aan de inzending van Kroatië. Volgens de huidige reglementen zouden Marko Kon en Milan Nikolić de finale wel gehaald hebben.
2007: Marija Šerifović · 
2008: Jelena Tomašević feat. Bora Dugić · 
2009: Marko Kon & Milaan · 
2010: Milan Stanković · 
2011: Nina Radojčić · 
2012: Željko Joksimović · 
2013: Moje 3 · 
2015: Bojana Stamenov · 
2016: Sanja Vučić · 
2017: Tijana Bogićević · 
2018: Sanja Ilić & Balkanika · 
2019: Nevena Božović · 
2021: Hurricane · 
2022: Konstrakta · 
2023: Luke Black · 
2024: Teya Dora · 
2025: Princ